# 阿爾姆塔勒山

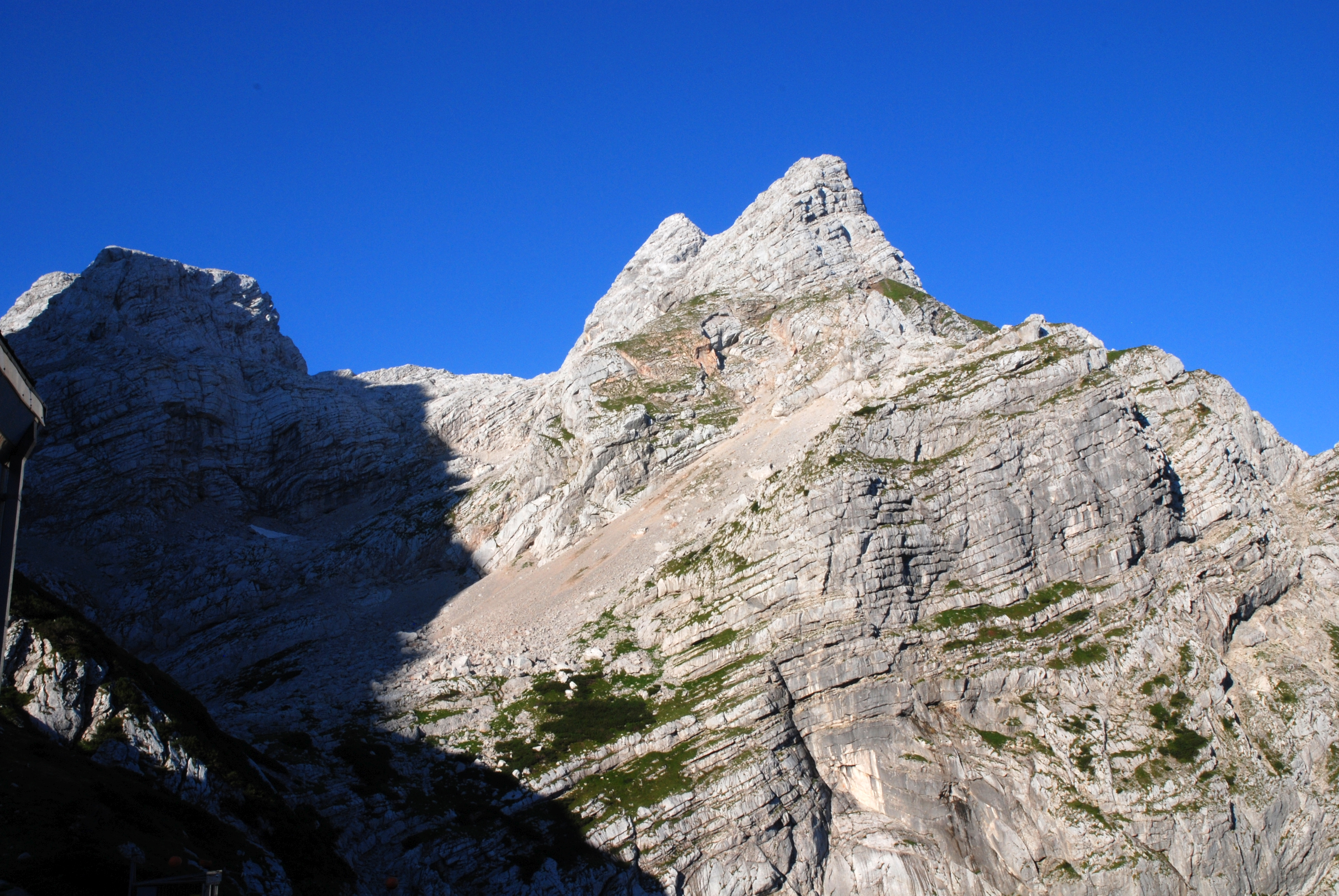

47°43′6″N 14°2′21″E / 47.71833°N 14.03917°E
阿爾姆塔勒山（德語：Almtaler Köpfl），是奧地利的山峰，位於該國北部，由上奧地利州負責管轄，屬於托特斯山脈的一部分，海拔高度2,204米，山體由石灰岩組成。